# Площадь Суворова (Тирасполь)
Пло́щадь Суво́рова (до 1992 — Покровская площадь, площадь Сталинской Конституции, площадь Советской Конституции) — главная площадь столицы непризнанной республики "Приднестровье", Тирасполь, расположена в центре города, между улицей Шевченко и переулком Бочковского. К западу от неё находится здание Верховного Совета ПМР, и Мемориал Славы, к северу — памятник Суворову и ДДЮТ , к югу — примыкающий к набережной Днестра сквер им. Де Волана с памятниками Екатерине Второй, Францу Де Волану, Валентине Соловьёвой и Виктору Синёву.
Общая площадь площади Суворова составляет 13120 м², длина — 386 метров, ширина — 33 метра.
Площадь является четырёхполосной проезжей частью. И часто перекрывается для проведения каких-либо мероприятий.

## История

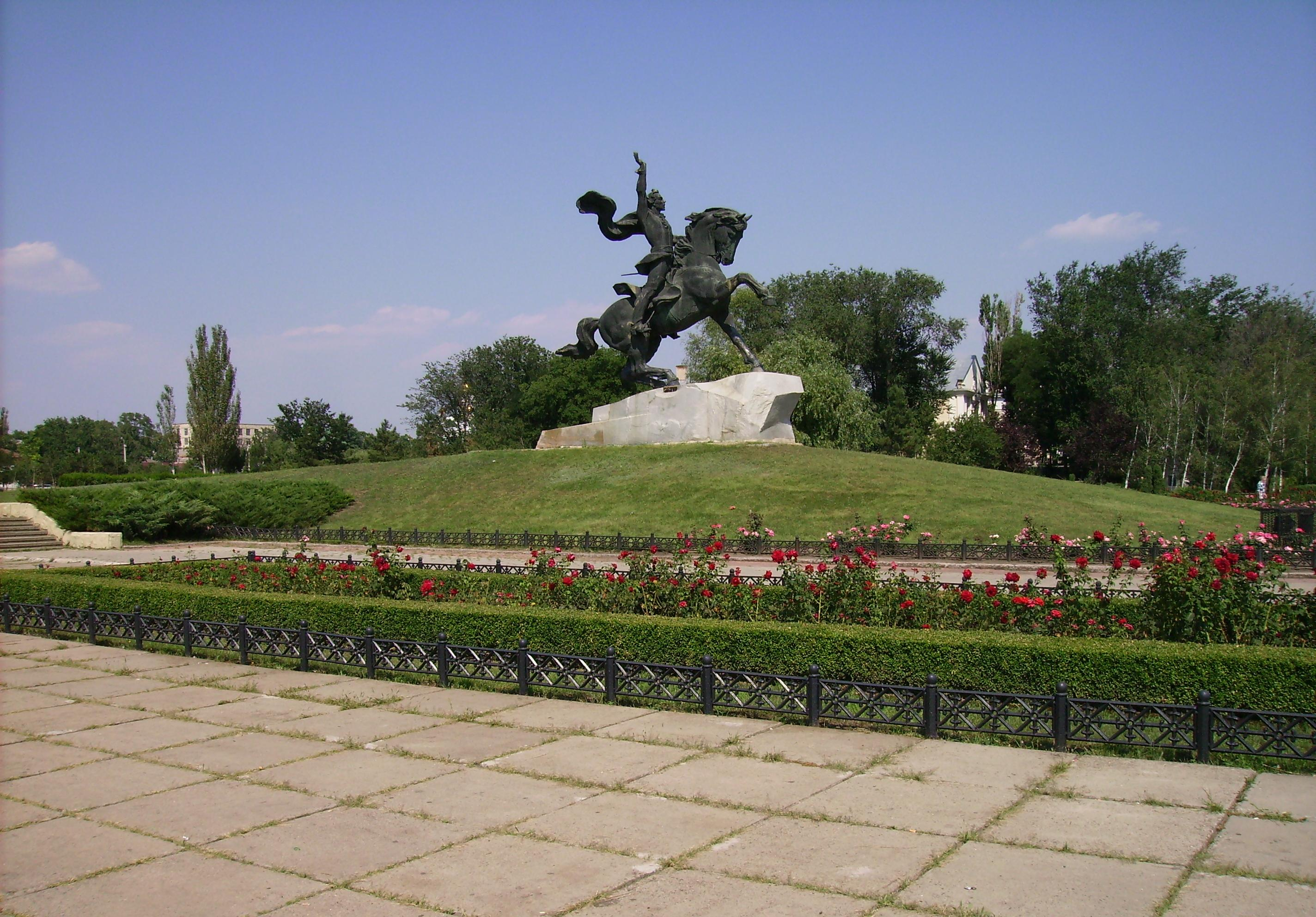
Памятник А. В. Суворову

Площадь, понимаемая как центр города, сформировалась ещё в конце XVIII века, фактически сразу после обретения Тирасполем статуса города и уездного центра. В 1798 году в районе нынешнего Городского дворца культуры была сооружена деревянная Покровская единоверческая церковь. В начале XIX века на новом месте (сквер ГДК) построена каменная церковь. По церкви площадь также носила название Покровская. 

На месте центральной части площади Суворова был сооружён мост через реку, впадающую в Днестр (ныне эта река течёт под землёй). Мост соединял западную и восточную части города и просуществовал вплоть до реконструкции центра Тирасполя в 1970-е годы. 

В 1912 году у въезда на мост, с западной стороны, установлена Триумфальная арка в честь 100-летия победы в Отечественной войне. На Покровской площади воздвигнута часовня-памятник Царю-Освободителю Александру II.
В советское время Покровскую площадь переименовали в площадь Сталинской Конституции, а позже — Советской Конституции. С 1970-х годов площадь начала обретать узнаваемые ныне черты: был сооружён величественный Мемориал Славы, в 1979 году установлен конный памятник Суворову, ставший символом города, в 1980 построен один из красивейших в бывшем СССР Дворец пионеров (ныне — Дворец детско-юношеского творчества), в 1983 — киноконцертный комплекс «Тирасполь». Фактически из построек XIX века на территории площади Суворова сохранилось только здание гуманитарно-математической гимназии (до Октябрьской революции — женской гимназии). В 1992 году, в связи с празднованием 200-летия Тирасполя и в ознаменование особой роли в основании города полководца А. В. Суворова площадь обрела своё нынешнее название.
В 2000-е годы значительно обновился облик площади Суворова. Проведена реконструкция сквера, соединяющего площадь Суворова с центральной набережной Днестра. Ныне это сквер имени Франца Де Волана, первого архитектора Тирасполя и Одессы. Напротив памятника Суворову на аллее установлены памятники знаменитым людям, связанным с историей города, среди которых — Екатерина Вторая, Франц Де Волан, Валентина Соловьёва. В 2010 году проведена реконструкция Мемориала Славы, расположенного в юго-западной части площади. 9 сентября 2013 года Патриарх Московский и вся Руси Кирилл помолился вместе с верующими и обратился к народу Приднестровья.
7 ноября 1967 года, в день 50-летия Великой Октябрьской революции, в трибуну на главной площади города была заложена капсула с посланием потомкам, которую должны были открыть в 2017 году. Однако капсулу достали в 2012 году во время реконструкции площади и хранят в городском музее. Сама трибуна это бывшая паперть Покровской церкви, которую разрушили в 1934 году, а с 1935 года на площади проводят массовые мероприятия.
В апреле 2014 года прошла реконструкция площади, её расширили от переулка Набережный до улицы Шевченко.

### Наводнение 2008 года
В июле-августе 2008 года площадь Суворова оказалась в зоне затопления, вызванного сильным наводнением — подъёмом уровня воды в реке Днестр выше критической отметки. Были затоплены сквер имени Де Волана, проезжая часть, примыкающий к площади переулок Набережный, кафе «Прохлада». В течение трёх недель площадь Суворова была перекрыта для пешеходов и движения транспорта, став объектом повышенного любопытства туристов и горожан.

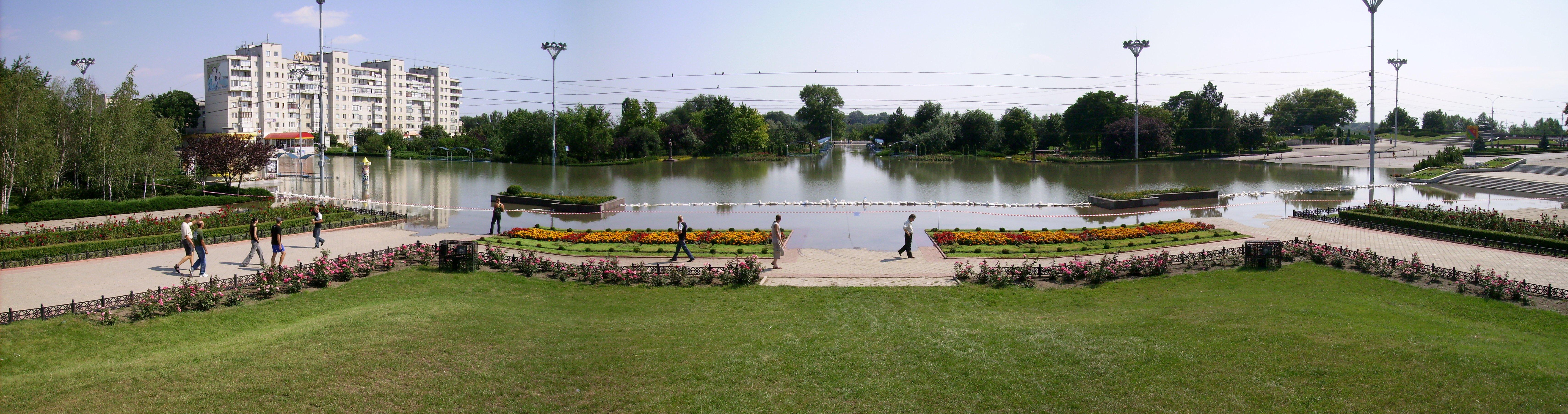
Площадь Суворова. Август 2008 года
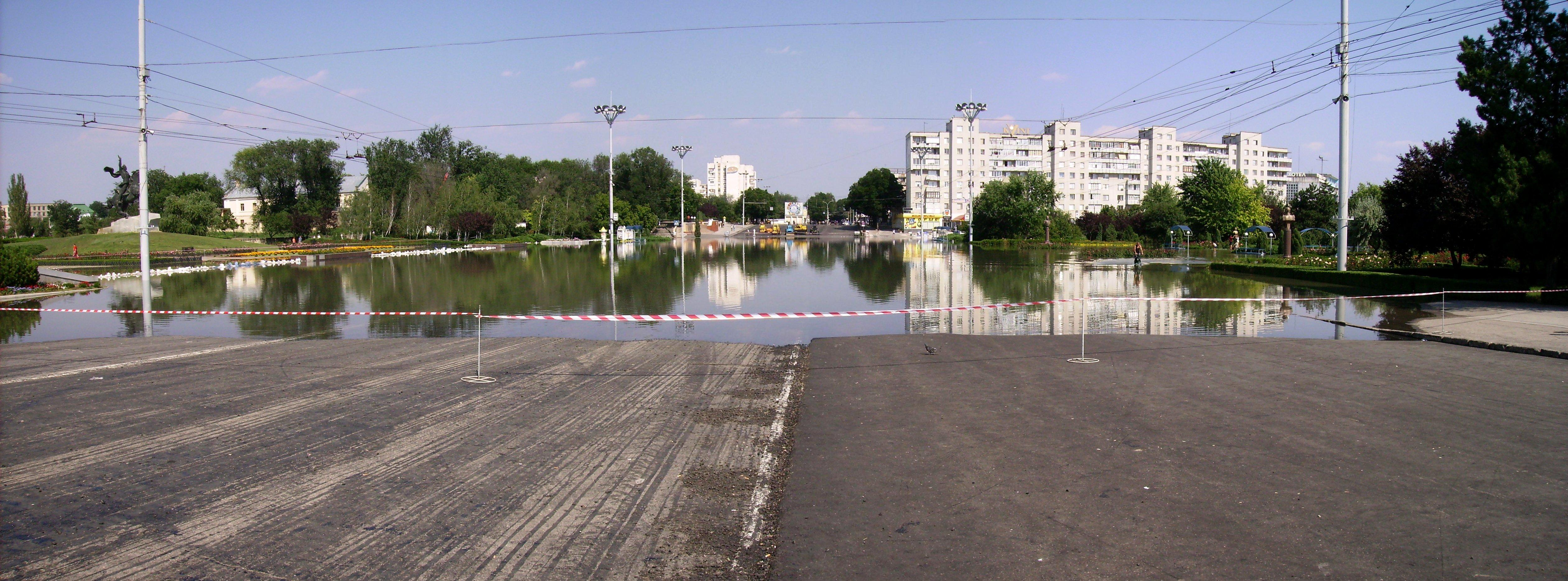
Площадь под водой
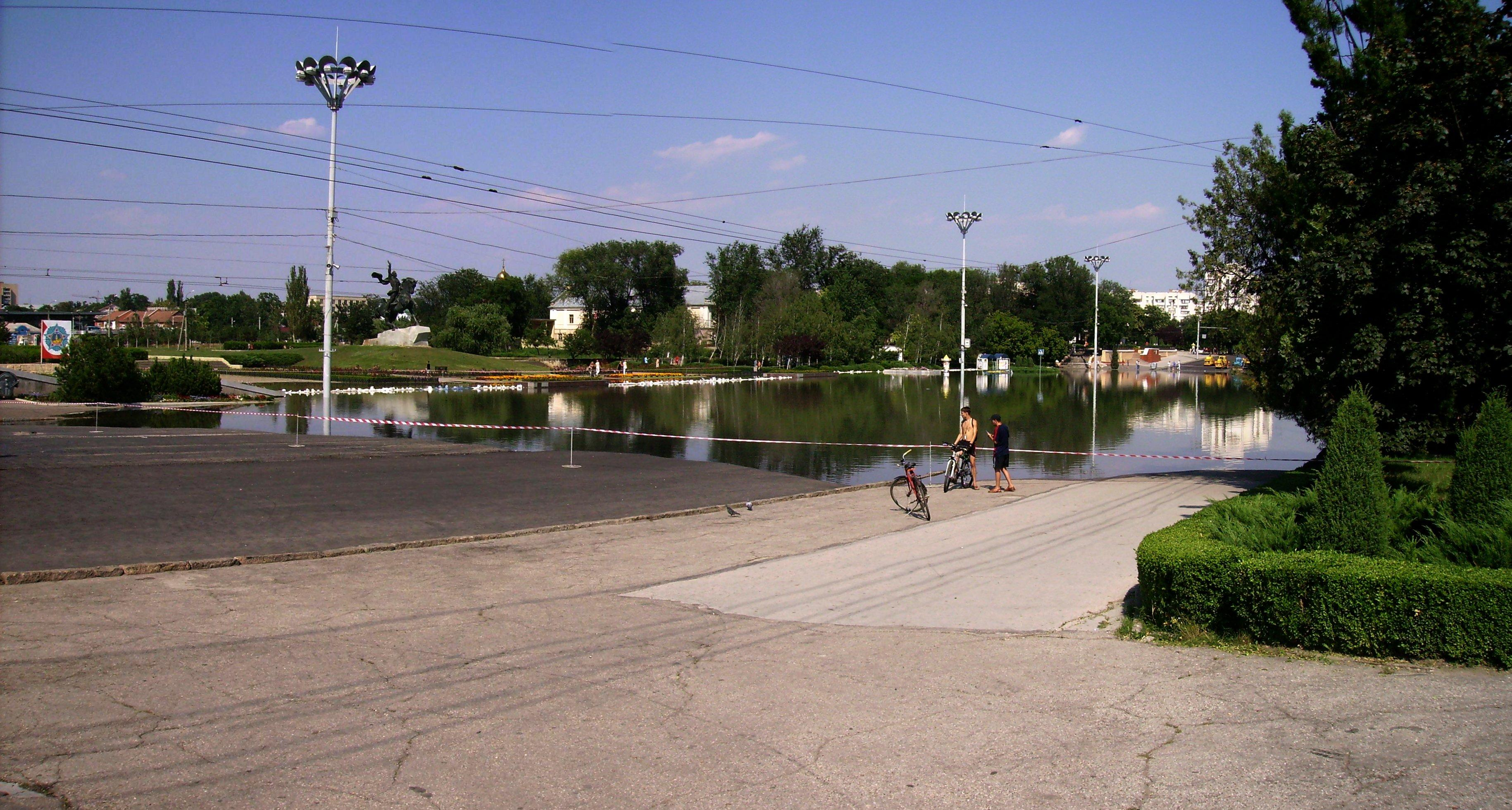
Наводнение 2008 года

### Парады на площади
Парады проводятся на площади 9 мая в День Победы и 2 сентября в День Независимости ПМР. В юбилейные даты (15 лет ПМР, 20 лет ПМР и т. д.) проводятся парады с привлечением военной техники.

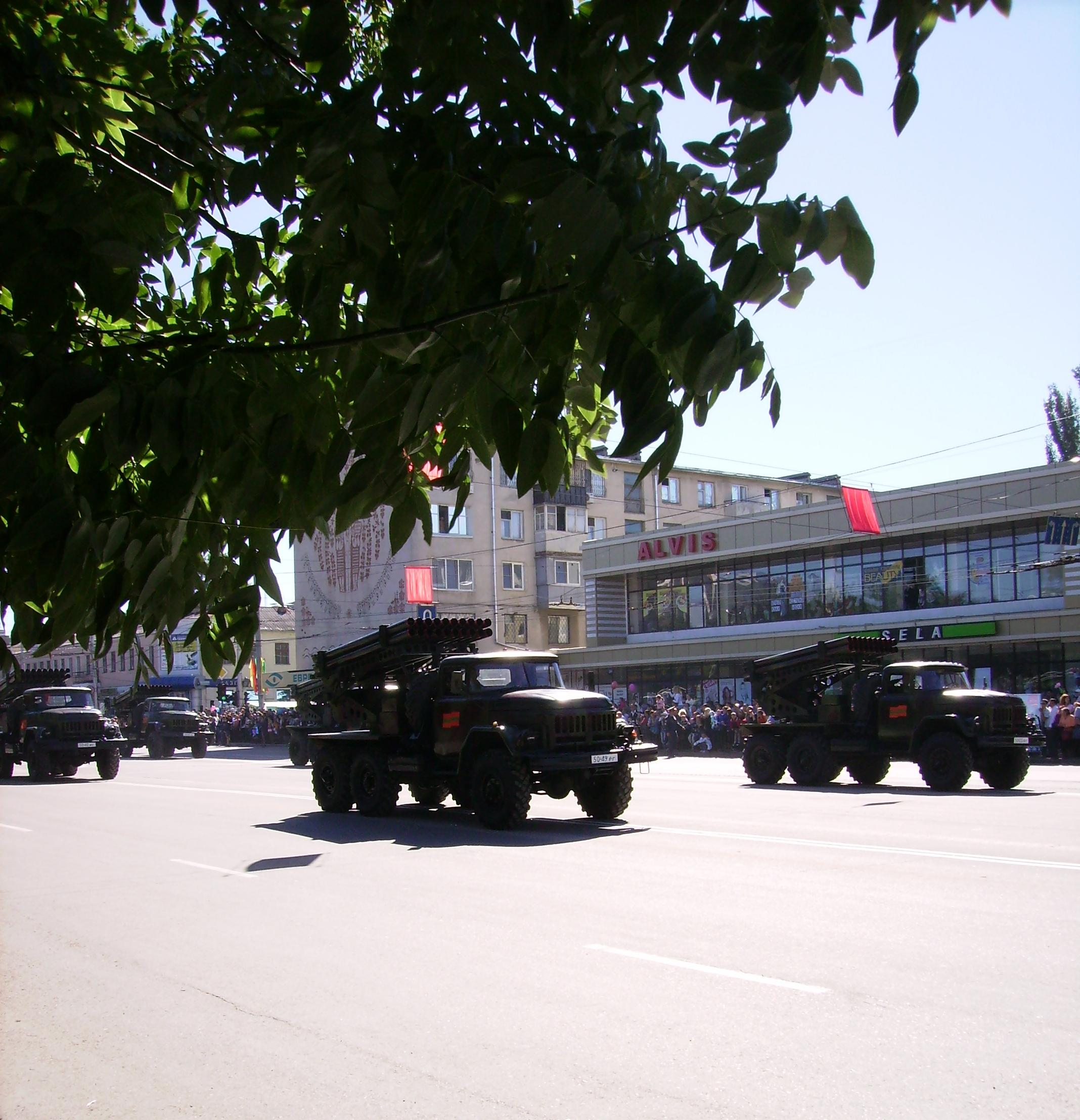
Военный парад на площади РСЗО
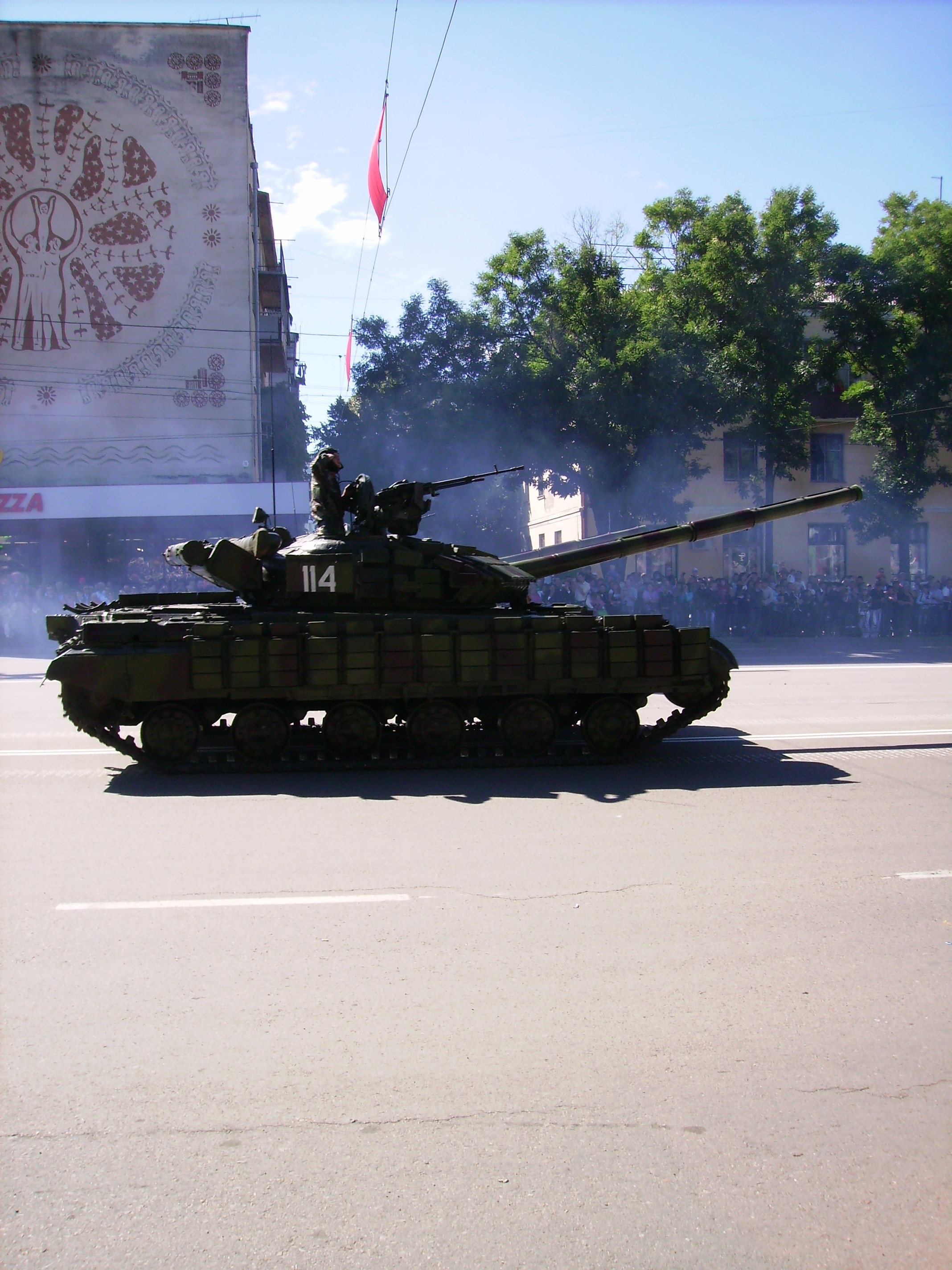
Военный парад на площади
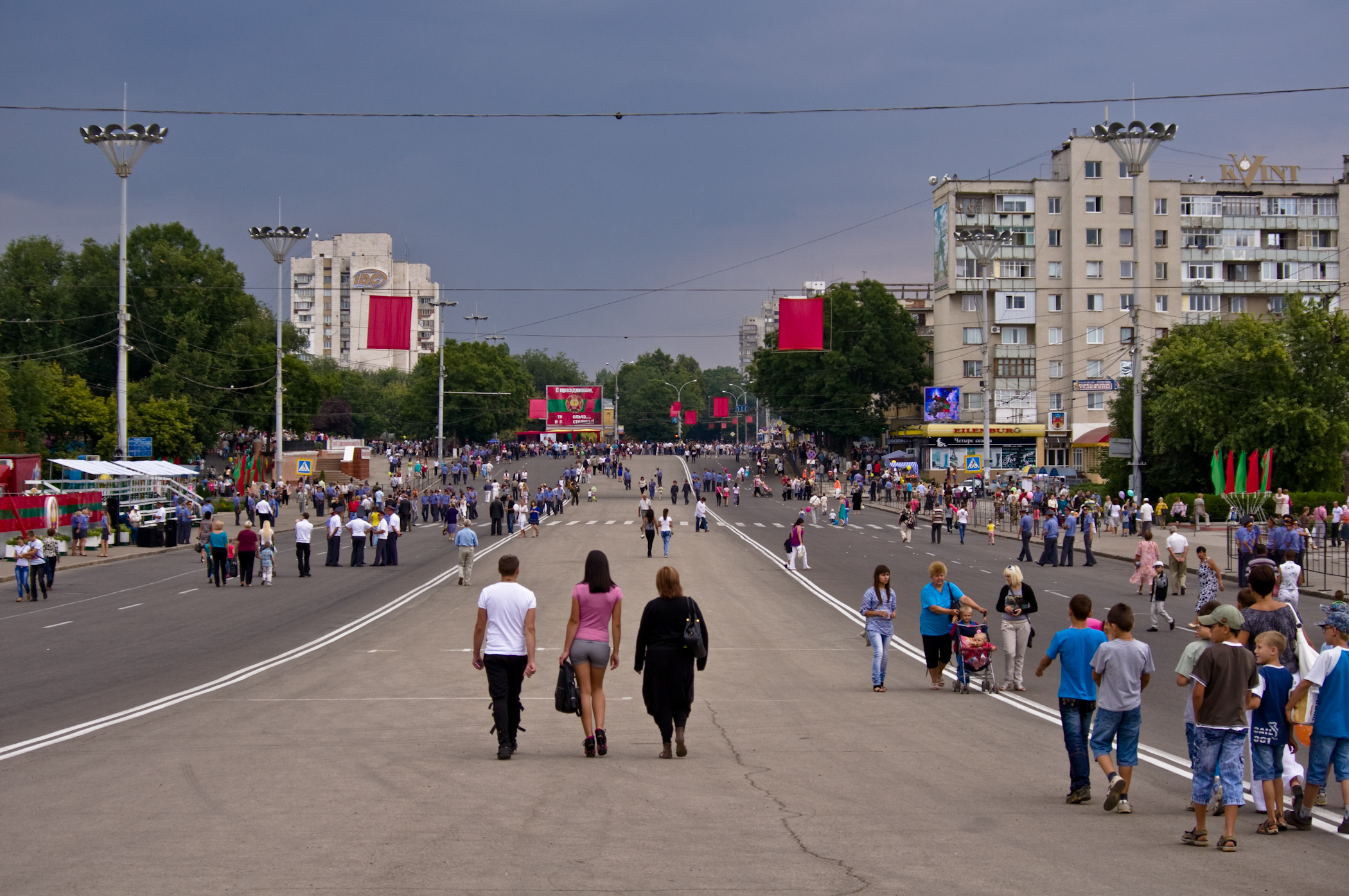
Площадь после парада

## Памятники
- Памятник А. В. Суворову
- Памятник Францу Де Волану[18]
- Памятник Екатерине II Великой[18]
- Памятник Валентине Соловьёвой открыт 16 мая 2008 года на Аллее Славы[19]
- Памятник-бюст Виктору Синёву, открыт 13 октября 2009 года на Аллее Славы[20]
- Памятник-бюст Григорию Потёмкину

## Галерея

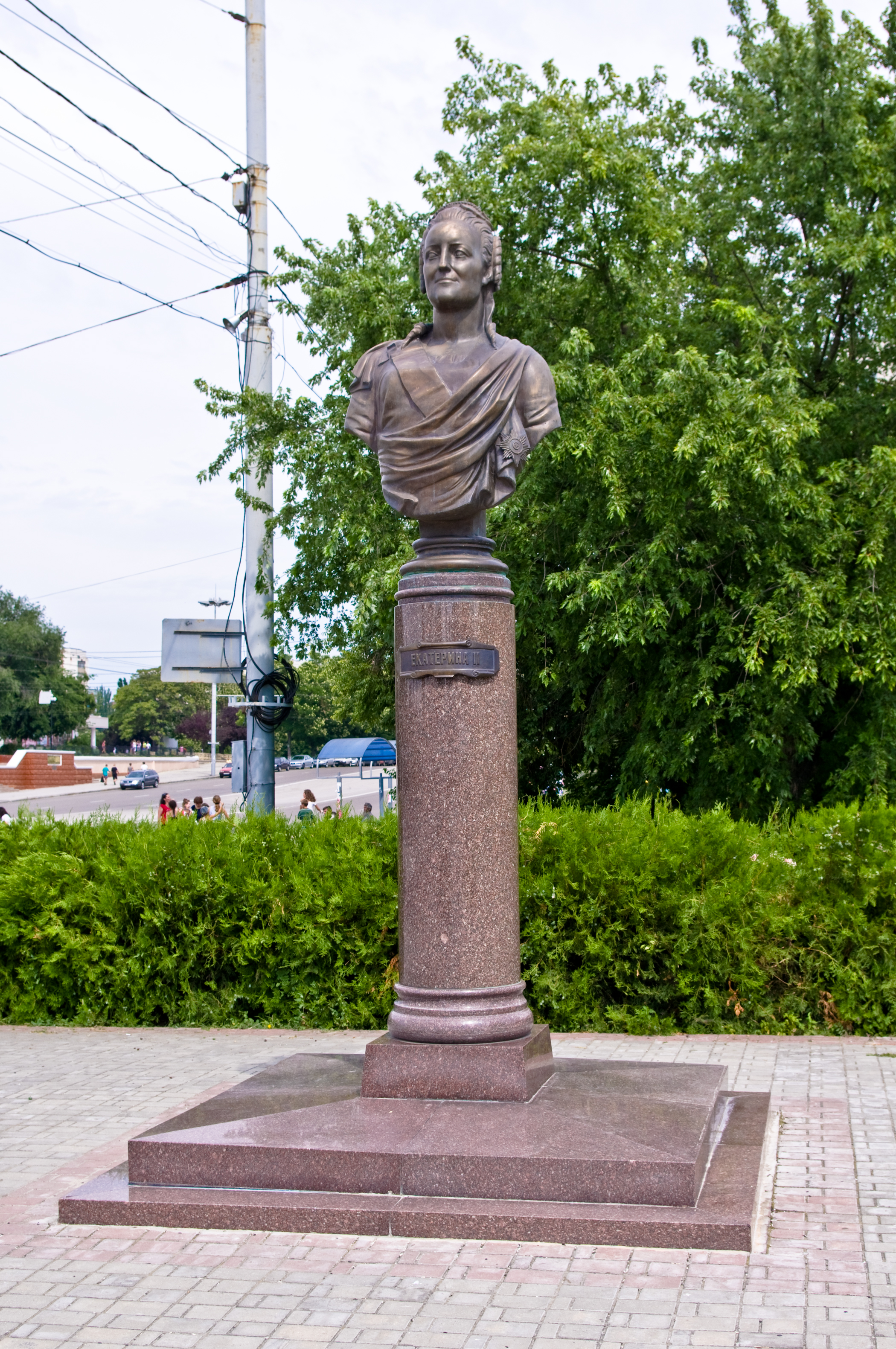
Памятник Екатерине II ( до 2020)
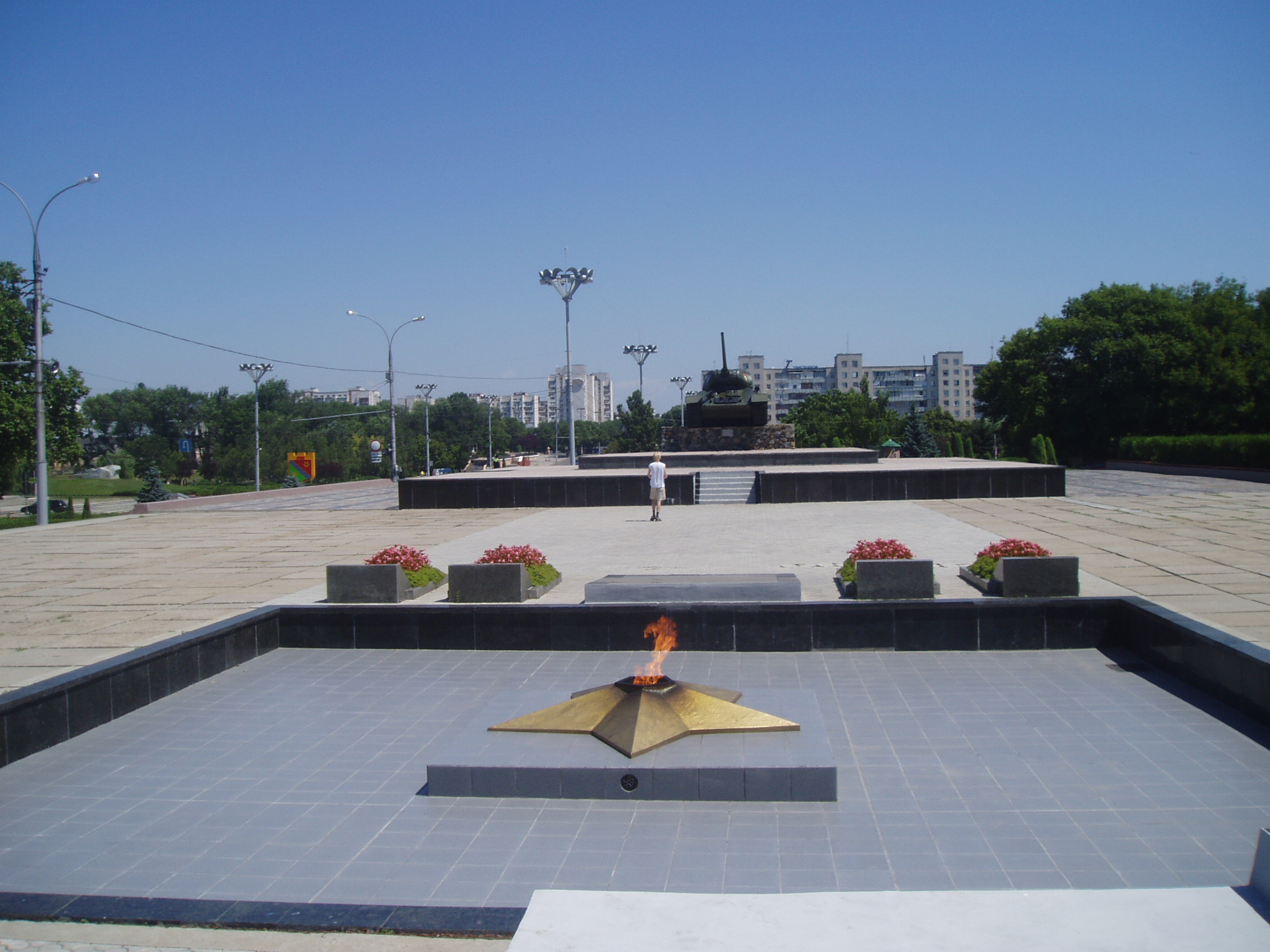
Вечный огонь на фоне танка Т-34
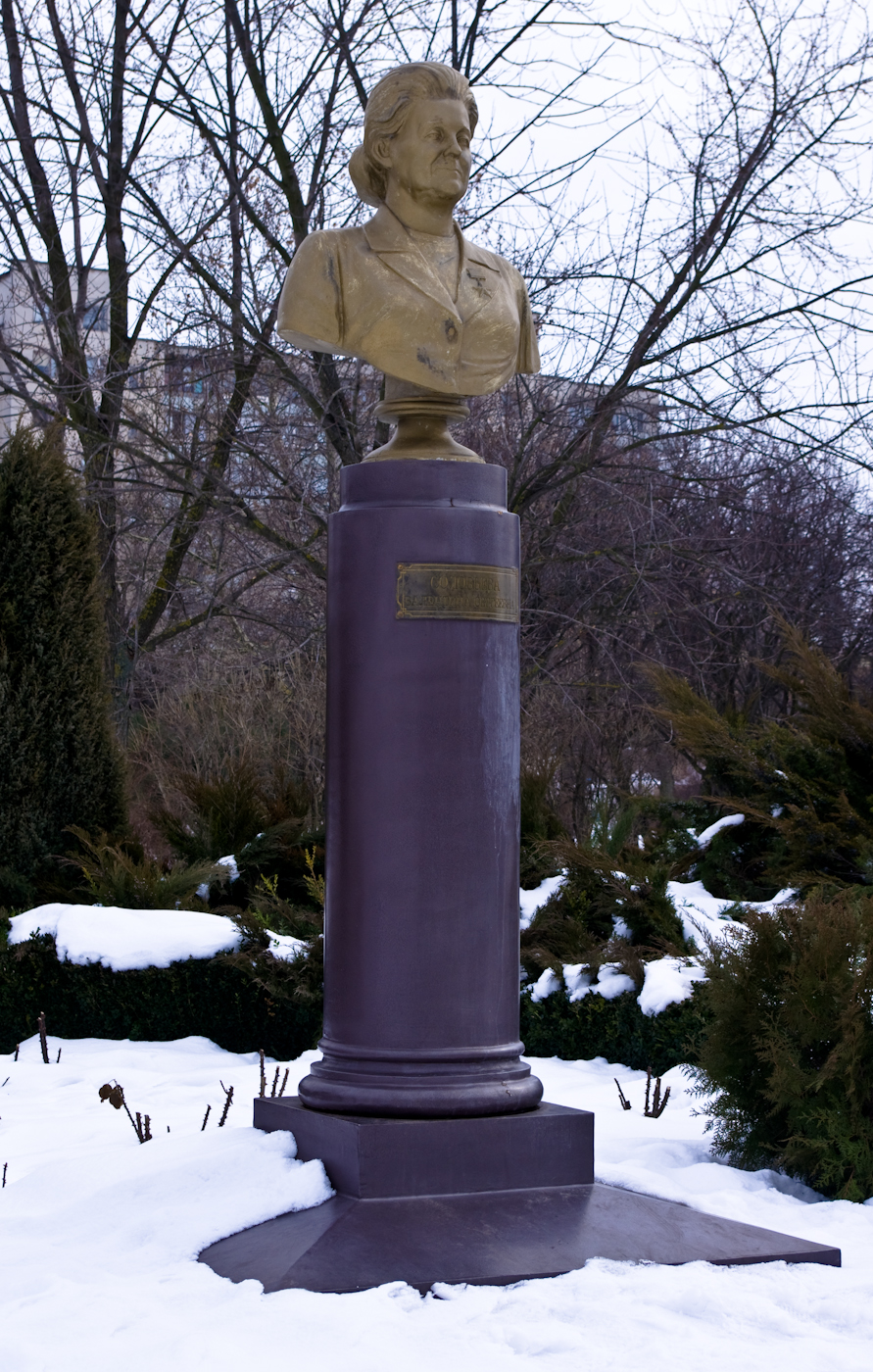
Памятник Валентине Сергеевне Соловьёвой
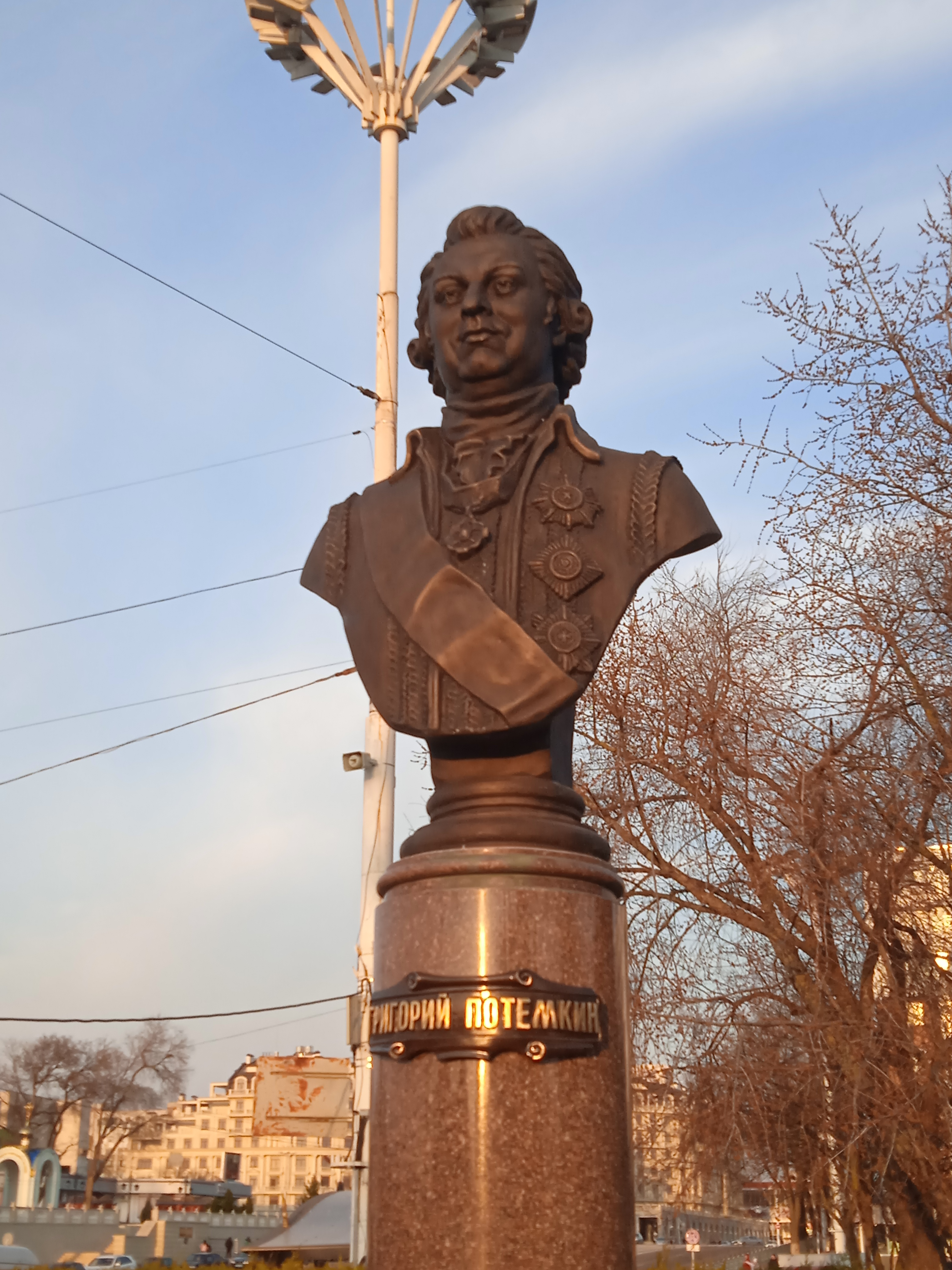
Памятник Г. Потемкину
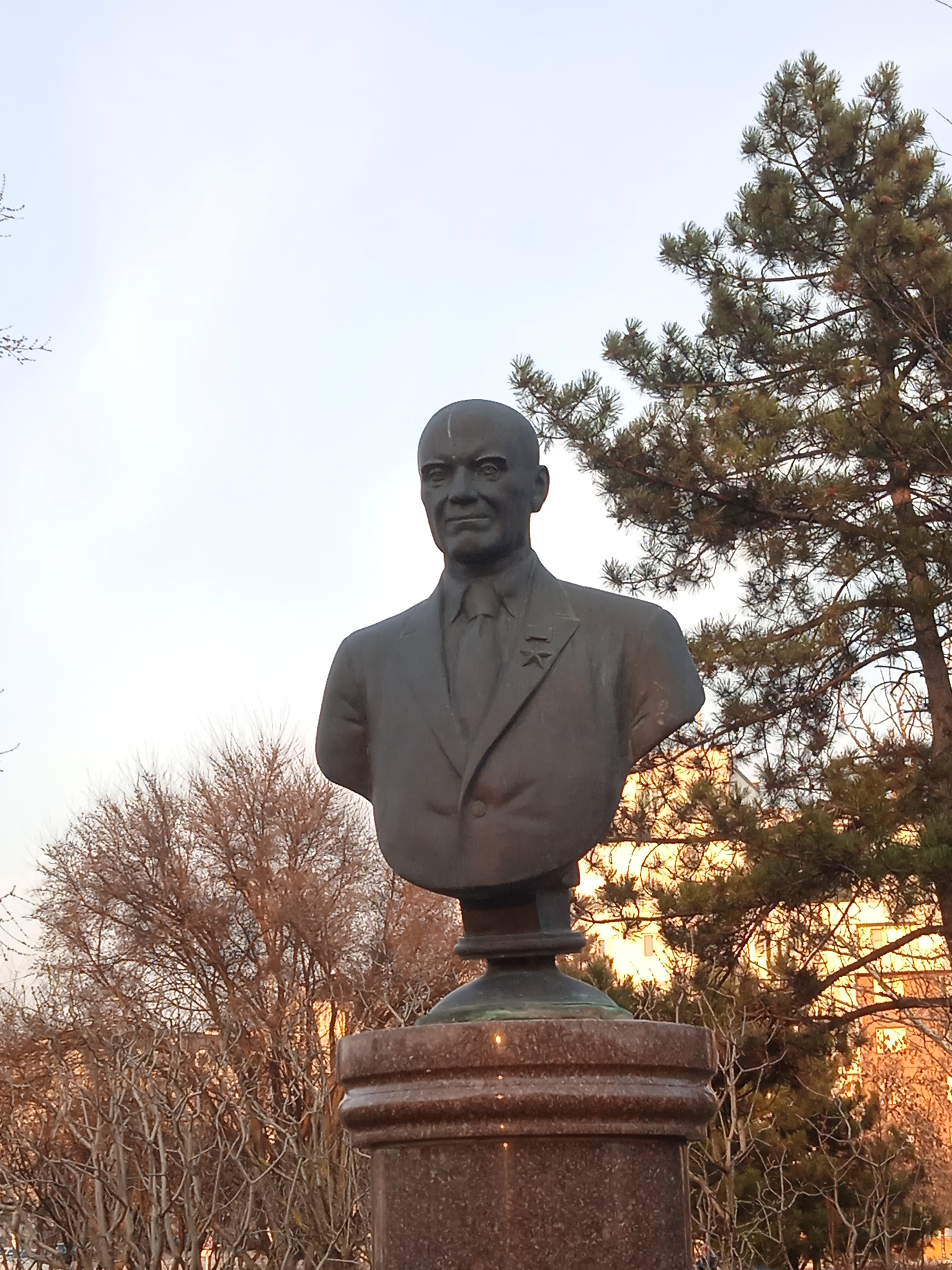
Памятник - бюст Дьяченко И.Д.
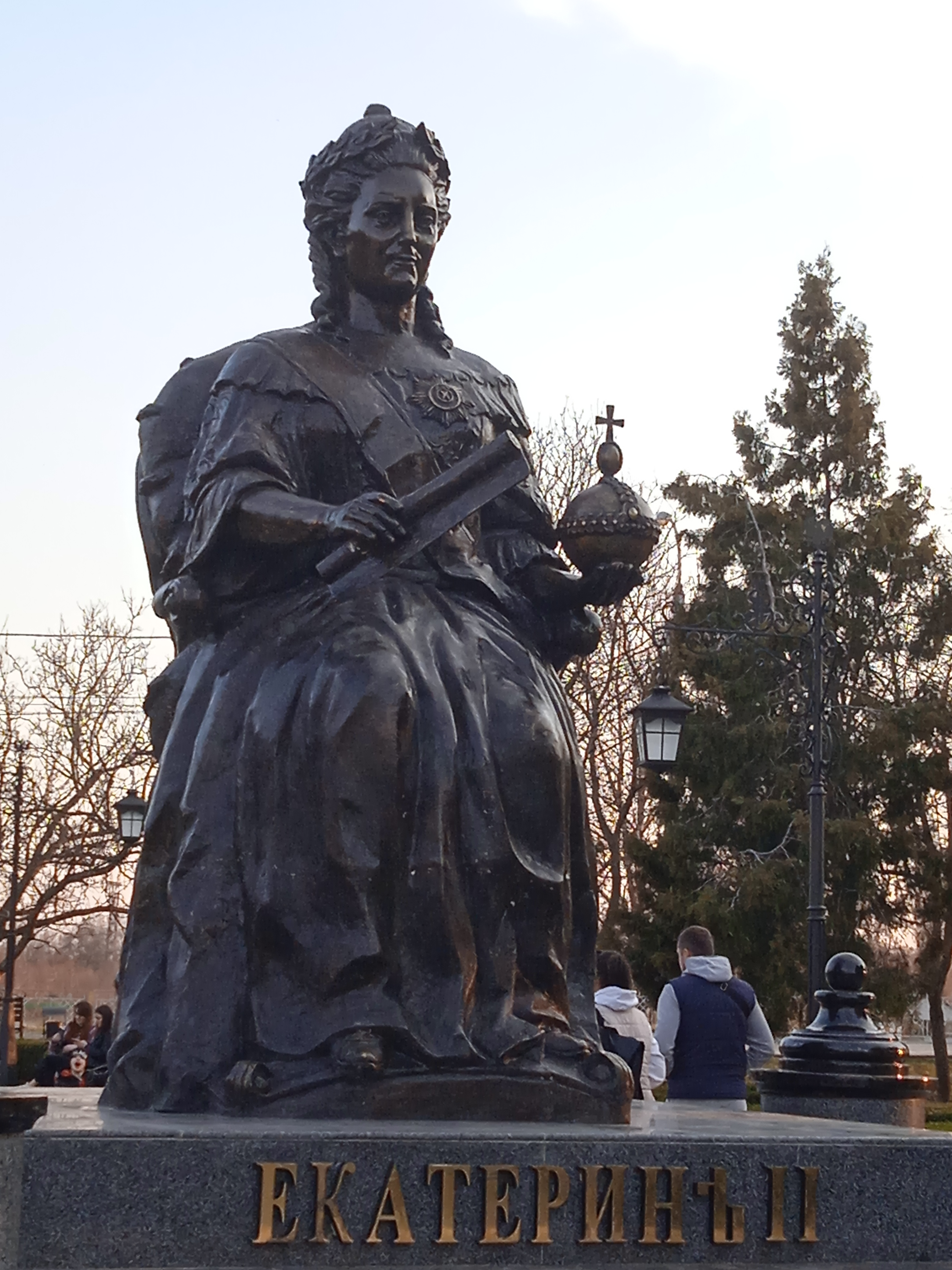
Памятник Екатерине II (после 2020)

## Транспорт
- Троллейбус: 1, 2, 3, 4, 6, 7, 9, 19
- Маршрутное такси: 1, 2, 3, 4, 5, 6, 7, 9, 10, 11, 12, 14, 16, 21